# Justus Holmgren
Justus Teodor Holmgren, född 6 april 1887 i Börje församling, Uppsala län, död 2 januari 1971 i Stockholm, var en svensk militär.

## Biografi
Justus Holmgren var son till kyrkoherden Paulus Holmgren. Han blev underlöjtnant vid Hälsinge regemente 1908, löjtnant där 1912 och kapten 1923. Holmgren genomgick 1913–1915 Krigshögskolan, var 1917–1920 aspirant vid Generalstaben och tjänstgjorde därefter vid Krigsskolan 1921–1930. Han befordrades 1933 till major vid Göta livgarde, åren 1933–1937 var han militärbefälhavare i Vaxholms fästning samt chef för Göta livgardes detachement i Vaxholm, blev överstelöjtnant vid Svea livgarde 1937, överste och tillförordnad chef för Norra skånska infanteriregementet 1938 och chef 1942. Holmgren utgav bland annat Exempel å gruppering och ordergivning vid anfall under ställningsstrider (1918) och Order vid infanteritruppförband (1932). Han var stadsfullmäktig i Vaxholm 1935–1937 och ledamot av Svenska kyrkans diakonistyrelses utskott för den andliga vården vid försvarsväsendet 1937–1941. Från 1938 var Holmgren ordförande i Norra skånska landstormsförbundet och i Första militära idrottsdistriktet. Han blev riddare av Svärdsorden 1929 och av Vasaorden 1930 samt kommendör av andra klassen av Svärdsorden 1941 och kommendör av första klassen 1945. Holmgren är begravd på Norra begravningsplatsen utanför Stockholm.